# Medusa
Trong thần thoại Hy Lạp và thần thoại La Mã, Medusa là một con quỷ trong ba chị em quỷ có tên chung đó là Gorgon gồm Stheno, Euryale và Medusa. Trong số ba chị em lũ quỷ này thì Medusa là con quỷ xinh đẹp nhất và cũng là con quỷ trẻ nhất. Họ là con gái của Phorkix, cháu của Pontos và Gaia (Terra của Thần thoại La Mã), chắt của Chaos. 
|  |  |

## Medusa trong thần thoại Hy Lạp
Trong phiên bản truyền thuyết cuối cùng viết về Medusa, viết bởi nhà thơ người La Mã Ovid (Metamorphoses 4.770). Trước kia Medusa đã từng là một người phụ nữ xinh đẹp, có mái tóc bồng bềnh cực kỳ quyến rũ. Sắc đẹp của Medusa đã thu hút Poseidon. Khi bị Poseidon theo đuổi, Medusa chạy đến đền thờ Athena và nghĩ rằng nữ thần sẽ bảo vệ cô, nhưng chẳng có gì xảy ra cả và Poseidon đã cưỡng hiếp cô ngay trong đền thờ của nữ thần (các dị bản khác thì cho là Medusa tự nguyện, Poseidon và Medusa đã đến đền thờ Athena để ân ái, khiến Athena tức giận). Cô ta cầu xin Athena nhưng nữ thần chẳng làm gì cả. Và để chắc chắn không có chuyện như vậy nữa, Athena biến cô thành một nữ quỷ với một cái nhìn có thể biến tất cả các sinh vật sống thành đá và biến mái tóc tuyệt đẹp của Medusa thành rắn. Tay của Medusa làm bằng đồng, móng sắc hơn dao. Mặt của cô có nhiều phần vẩy giống như rắn(Có dị bản cho rằng nhan sắc của Medusa không hề thay đổi, chỉ có tóc biến thành rắn và ánh mắt biến người thành đá). Xét trên phương diện khuôn mặt thì Medusa vẫn là người khá xinh đẹp. Medusa trở thành nữ quỷ khủng khiếp nhất, chẳng còn ai dám đến gần Medusa. Tuy vậy Medusa không bao giờ làm hại phụ nữ.

## Cái chết của Medusa (trong thần thoại Hy Lạp)

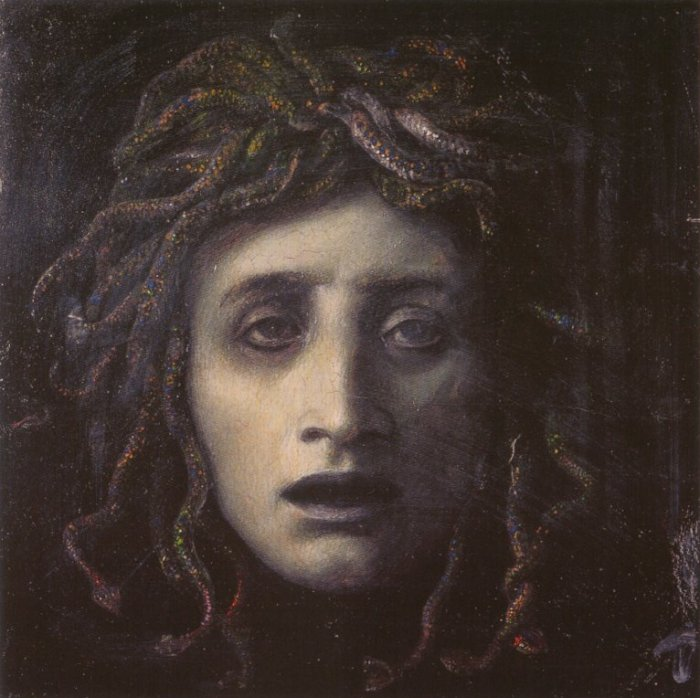
Medusa của Arnold Böcklin, 1878

Hầu hết các phiên bản, Medusa bị giết bởi người anh hùng Perseus, con của Thần Zeus. Trong cuộc chinh phục của mình, Perseus được các vị thần ban tặng: tấm khiên của Athena giúp Perseus nhìn được Medusa mà không bị hóa đá, Đôi dép có cánh của Hermes, một thanh kiếm từ Hephaestus và mũ tàng hình từ Hades. Medusa là người duy nhất trong ba con quỷ Gorgon không bất tử, vì vậy Perseus có thể giết chết Medusa bằng cách nhìn hình ảnh phản chiếu qua tấm khiên của Athena. Lúc đó, Medusa đang mang thai con của Poseidon. Khi Perseus chặt đầu Medusa, một con ngựa có cánh (Pegasus) và chiến binh vàng (Chrysaor) bay ra từ cổ Medusa. Hạ được Medusa, Perseus lập được một chiến công lớn, mở đầu cho sự nghiệp anh hùng của mình. Perseus sử dụng đầu Medusa như một thứ vũ khí trước khi trả lại cho Athena. Athena gắn đầu Medusa lên tấm khiên của mình.

## Medusa trong nghệ thuật
Từ xa xưa, Medusa đã là nguồn cảm hứng trong các tác phẩm nghệ thuật. Trong đó có thể thấy:
- Hình ảnh Medusa trên ngực áo giáp của Alexander Đại đế
- Medusa trên các cột của Thánh đường Basilica ở Constantinople.

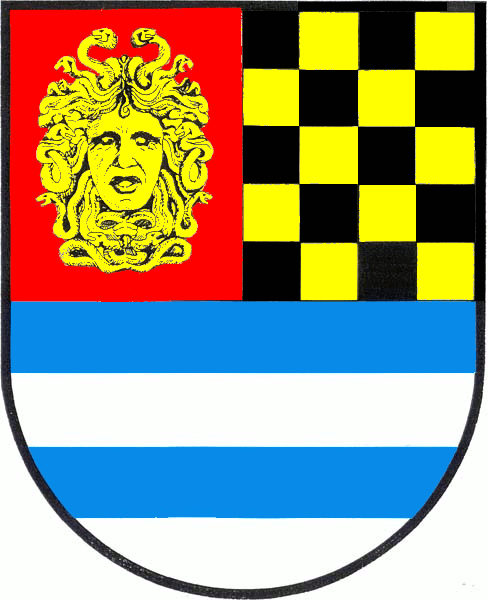
Tác phẩm Medusa (trên vải dầu) của Leonardo da Vinci. Thời hiện đại, Medusa xuất hiện trên lá cờ của Sicily, huy hiệu của Dohalice, Cộng hòa Séc, biểu tượng của hãng thời trang Versace.
Medusa còn là biểu tượng của phong trào nữ quyền thế kỉ 20.
- Huy Hiệu Dohalice, Cộng Hòa Séc
Cờ Sicily

Nhiều ý kiến mang tính chỉ trích, coi khinh xung quanh nữ quỷ này, nhưng cũng có người theo chủ nghĩa lãng mạn lên tiếng bảo vệ cho Medusa, người phụ nữ có cả sắc đẹp lẫn sự đáng sợ. Medusa giống như là một biểu tượng cho sự phẫn nộ của người phụ nữ.

## Truyền thuyết Medusa (trong thần thoại La Mã)
Medusa - (Nữ thần tóc rắn - tên sau này) vô cùng xinh đẹp với mái tóc bồng bềnh màu hoàng kim khiến ai cũng muốn ngắm nhìn, khác với hai người chị Stheno và Euryale có một búi rắn trên đầu, những cái răng nanh như của lợn rừng và đôi bàn tay bằng thiếc. Hai cô chị được bất tử còn Medusa thì không cô có thể già đi và chết giống con người. Vì vậy, Medusa thường bị cười nhạo là á thần - kẻ có dòng máu không thuần khiết. Medusa rất yêu quý loài người và không cho rằng con người là một giống loài thấp kém mà còn nghĩ rằng con người rất thú vị. Medusa rất thích âm điệu tiếng đàn lyre nó tuy trầm buồn nhưng ẩn bên trong tiếng đàn ấy là một sự tự do mà không cần phải gò bó bởi bất kỳ thế lực nào. Medusa không cần quyền năng, không cần bất tử chỉ cần một người có thể yêu cô để khi nhìn vào mắt người ấy nàng thấy được hình bóng của mình. Medusa rất hâm mộ Euridice vì đã tìm được một người yêu chân thành - Orpheus đã không ngại tìm xuống tận địa phủ để tìm Euridice, không những thế còn thuyết phục Pluto - vị vua của địa ngục nhưng đến cuối cùng họ vẫn không thể ở bên nhau.
Từ bỏ thân phận của một Gorgon, Medusa trở thành nữ tu của đền thờ Minerva mặc sự đố kỵ và khinh miệt của hai cô chị. Thật ra Medusa khá đắn đo khi lựa chọn giữa Minerva và Diana, vì hai nữ thần này đều là người mà cô tôn trọng nhất. Minerva nổi danh là nữ thần thông tuệ, luôn mang lại chiến thắng cho những trận chiến chính nghĩa, còn Diana là nữ thần của lòng can đảm. Tuy nhiên những người đi theo Diana đều phải giữ lời thề trinh nữ của mình và không được phạm phải. Còn Medusa nàng thì vẫn luôn mong ước sẽ có một tình yêu khắc cốt ghi tâm như Orpheus đối với Euridice. Vì lẽ đó nàng đã chọn phụng thờ cho nữ thần Minerva quyền uy và trí tuệ.
Medusa đã dự liệu được điều tồi tệ nhất sẽ đến với mình nếu vẫn cố chấp trở thành người giữ đền của Minerva. Tuy nhiên nàng vẫn tự nguyện, vì không muốn trở thành một Gorgon mà ai cũng phải sợ hãi. Nàng muốn gần gũi con người, muốn được nghe những chia sẻ buồn vui của họ. cô luôn cảm thấy vui khi nghe lời cầu nguyện, tâm sự của con người, những tiếng lòng thật sự của con người không thể giãi bày cùng ai, họ chỉ còn biết trông cậy vào vị thần tối cao mà họ vẫn luôn tin tưởng sẽ rủ lòng thương mà cứu vớt cho những bi ai của cuộc đời. Medusa thường gảy lên một khúc nhạc với cây đàn lyre của mình như an ủi phần nào cho tâm hồn của họ. Khúc nhạc của nàng dường như tiếp thêm sức mạnh cho họ nên đền thờ Minerva ngày càng đông những tín đồ sùng bái. Họ đến không những để cầu nguyện mà còn muốn được nghe vị nữ tu xinh đẹp kia đàn lên một âm khúc dịu dàng.
Nhưng Medusa không ngờ rằng sự lựa chọn này của nàng sẽ đem lại tuyệt vọng cho chính mình đến như thế nào. Trong một lần nghe tiếng đàn của Medusa một tín đồ không ngăn được cảm xúc của mình nên thốt ra lời khen ngợi “"Medusa! Nàng còn xinh đẹp và dịu dàng hơn cả nữ thần Minerva nữa", như được mở lối, những tín đồ phía sau cũng không hết tiếng khen ngợi, ngoài ra họ còn dành cho nàng ánh mắt kính ngưỡng hơn là đối với vị nữ thần trên cao kia nữa.
Medusa vẫn can ngăn những lời khen ngợi của các tín đồ vì cho rằng điều này sẽ xúc phạm đến nữ thần nhưng thật ra trong thâm tâm nàng rất hạnh phúc, vì cuối cùng con người cũng đã chấp nhận một Gorgon như nàng. Và cứ như thế tin đồn ngày càng vang xa, những tín đồ của đền thờ Minerva ngày một đông, tuy nhiên mục đích của họ không còn như lúc trước chỉ đơn thuần là đến cầu nguyện nữ thần ban phúc.
Những lời khen ngợi vô tình mang hàm ý so sánh với nữ thần Minerva của những tín đồ không may đã lọt đến tai vị nữ thần quyền uy. [[Minerva]] khá tức giận vì những tín đồ của mình đã không còn sùng bái, đã vậy còn rêu rao cái tốt đẹp của Gorgon xấu xí nhưng Minerva không thể trừng phạt Medusa bằng lý do đó sẽ khiến những tín đồ kia mất lòng tin nơi thần linh, còn nếu buông tha Medusa thì chẳng còn mặt mũi khi đối diện với các vị thần khác. Những ánh mắt mang dáng vẻ cợt nhả cùng khinh thường của những vị thần khác làm Minerva thấy khó chịu. Minerva nổi tiếng là vị thần có trí tuệ siêu việt được nhiều tín đồ sùng bái mà nay lại bị đánh bại bởi một Gorgon, nỗi nhục này làm sao nàng có thể nuốt trôi, Minerva càng tỏ ra căm tức Medusa và thề với lòng rằng sẽ bắt Medusa gánh chịu nỗi nhục này gấp vạn lần.
Minerva sai bảo Medusa đến bờ sông để lấy nước, cô vui vẻ làm theo sự sai bảo của nữ thần mà không hề có ý nghi ngờ nào. Medusa nàng đã rất nhanh ra tới bờ sông và lấy đầy bình nước mà nữ thần Minerva giao phó.Với vẻ rạng rỡ và xinh đẹp Medusa lọt vào mắt xanh của Neptune - vị thần tối cao thống trị biển cả.
Neptune nhận được lời mời của Minerva để giải quyết tranh chấp, khá tức giận vụ việc nên Neptune không để ý đến âm mưu của Minerva. Neptune tới từ sớm để đợi, nhưng Minerva không xuất hiện Neptune rất tức giận vì đã bị Minerva lừa dối, sợ nếu điều này truyền đến tai chư thần sẽ trở thành một trò cười. Trông thấy Medusa xuất hiện, Neptune định trút giận bằng cách làm phép tạo ra một cơn sóng để trêu đùa nữ tu của Minerva nhưng lại bị nàng thu hút không rời mắt. Neptune tiến lại gần và tự xưng mình là Neptune vĩ đại làm Medusa hốt hoảng, tỏ vẻ nghi hoặc mặc cho Neptune cố giải thích. Medusa nhìn bộ dạng khẩn thiết, thầm nghĩ nếu thật sự là Neptune thì vị thần này khá thú vị vì chẳng có một vị thần nào lại cố giải thích hiểu lầm với một người xa lạ. Medusa tạm tin tưỏng Neptune, rồi cáo biệt thần ra về với nụ cười rạng rỡ trên môi,
Từ lúc gặp và đem lòng yêu Medusa, Neptune không ngừng suy nghĩ về nàng, vì quá nhớ thương Medusa thần giả dạng thành một tín đồ trà trộm vào đền thờ Minerva, ngỏ lời yêu và cùng Medusa ân ái. Việc Neptune và Medusa đã truyền tới tai các vị thần. Thần Jupiter  - người đầu tiên đứng ra can ngăn cho rằng Neptune không thể ngang hàng với Gorgon thấp kém như vậy là điều sỉ nhục và Medusa sẽ bị các chư thần với ánh mắt khinh miệt và phỉ báng.
Minerva đề nghị không cần lập Medusa làm nữ hoàng thì sẽ chẳng ai quan tâm đến việc Neptune có bao nhiêu thê thiếp nhưng nếu Neptune không lập nữ hoàng trước mà lại lập thê thiếp thì cũng không tránh được lời dị nghị vì Minerva đã nghĩ ra một kế sách vẹn toàn là lập Nữ thần biển Salacia làm nữ hoàng rồi lấy thêm Medusa để vẹn cả đôi đường, bí mật này Minerva yêu cầu Jupiter và Neptune kể cả Medusa cho đến khi hôn lễ của hoàn tất thì mới có thể giải thích tất cả với Medusa, phần khác Minerva sẽ dùng thần giao cách cảm để báo mộng – đây là cách thức liên lạc giữa chư thần và người gác đền.
Ngày đại hôn của Neptune và nữ thần biển Salacia cũng là lúc Minerva trừng phạt Medusa, quỳ giữa thần điện ngước đôi mắt đẫm lệ nhìn Minerva, Medusa nức nở giãi bày với Minerva về sự kính ngưỡng, sùng bái thần cũng như cô chưa hề có ý nghĩ sẽ vượt qua hay phản bội thần mong thần suy xét. Cô không mong thần sẽ tha tội vì đã dối gạt, nhưng chỉ cầu xin thần sẽ chừa cho nàng một con đường để sinh tồn. Đáp lại những lời khẩn khoản, van nài ấy là một giọng điệu lạnh lùng, khinh miệt về thân phận của Medusa, Minerva cho rằng Medusa đang ảo tưởng với Neptune vì cô chỉ là một Gorgon xấu xí, còn Neptune hắn lại là một vị thần tối cao, tỉnh dậy đi vì Neptune đang tay trong tay với Salacia xinh đẹp trong ngày đại hôn, xung quanh là những lời chúc phúc của các chư thần, Medusa ngươi xứng đáng sao?
Quá tuyệt vọng, Medusa hỏi Minerva về nơi mà cô thuộc về? Minerva trả lời là bất cứ nơi nào rừng sâu, hang động nhưng tuyệt đối không phải nơi này và đã đến lúc mọi thứ phải trở về với trật tự ban đầu của nó, Minerva không ban cho Medusa cái chết để kết thúc đi cái sinh mệnh hữu hạn của cô mà biến Medusa thành Gorgon với hàng trăm con rắn độc lúc nhúc trên đầu, móng tay cũng dài và cứng hơn, làn da đầy những vẩy sừng khiến Medusa sống không bằng chết. Không những thế, Minerva còn loan tin cho loài người để bọn họ tìm đến Medusa tiêu diệt một quái vật. Minerva thừa biết Medusa sẽ không làm hại họ, nên cô ta mới đặc biệt "ban tặng" thêm một khả năng phi thường khác cho nàng, để khiến những ai khi nhìn vào mắt nàng đều sẽ trở thành một bức điêu khắc.